# Itea
Itea (gr. Ιτέα) – miejscowość w Grecji, w administracji zdecentralizowanej Tesalia-Grecja Środkowa, w regionie Grecja Środkowa, 
w jednostce regionalnej Fokida, w gminie Delfy, na południe od trasy europejskiej E65, która łączy Andirio z mostem Rio-Andirio oraz Iteą poprzez drogę szybkiego ruchu nr 27. Dzięki temu ma doskonałe połączenia z okolicznymi miastami, którymi są Liwadia oraz Amfisa. W 2011 roku liczyła 4362 mieszkańców.
Itea do końca 2010 roku należała do gminy Itea i była największą miejscowością tej gminy, także większość populacji gminy stanowili mieszkańcy Itei. Miejscowość ma m.in. szkoły, gimnazja, licea, kościół, budynek poczty głównej, banki, hotele, tawerny, kawiarnie oraz bary. W centrum znajduje się główny plac miejscowości.
Miejscowy port w starożytności służył pobliskim Delfom.

## Zmiana populacji
| Rok  | Populacja | Zmiana      | Populacja gminy |
| ---- | --------- | ----------- | --------------- |
| 1981 | 4438      | –           | –               |
| 1991 | 4303      | -135/-3,04% | 5592            |